# باداماسي (فلم)
باداماسي: بورتريه لجنرال (بالإنجليزية: Badamasi: Portrait of a General)، هُو فيلم سيرة ذاتية حول رئيس نيجيريا السابق إبراهيم باداماسي بابنجيدا. تولى أوبي إيميلونيي إخراج الفيلم، بينما أدى إينيينا نويغوي دور البطولة في الفيلم. يُعد هذا الفيلم أول فيلم سيرة ذاتية سياسية في تاريخ سينما نوليوود.

## روابط خارجية
مقالات تستعمل روابط فنية بلا صلة مع ويكي بيانات